# 張芝 (弘治進士)
張芝（1472年—？），字庭毓，直隸徽州府歙縣人，民籍，明朝政治人物。

## 生平
應天府鄉試第二十一名舉人。弘治九年（1496年）中式丙辰科會試第五十八名，三甲第一百八十四名進士。歷官大理寺評事、司副、右寺正，正德二年（1507年）正月升湖广按察司佥事，復除廣西佥事，七年四月升湖广副使。

## 家族
曾祖張德明；祖父張原壽；父張礽，母胡氏。具慶下。